# Franco Brienza
Franco Brienza (* 19. März 1979 in Cantù) ist ein italienischer ehemaliger Fußballspieler. Er wurde meist als Flügelspieler auf beiden Angriffsseiten eingesetzt, spielte aber auch als hängende Spitze.

## Karriere

### Im Verein
Franco Brienza begann seine Profikarriere 1997 bei Foggia Calcio, wo er drei Jahre lang spielte und mit dem Klub von der Serie B in die Serie C2 abstieg.
Danach wechselte Brienza zum sizilianischen Klub US Palermo. Dort war er in der Serie C1 Stammspieler und stieg mit der Mannschaft in die Serie B auf, in der man im folgenden Jahr den zehnten Tabellenplatz erringen konnte. 2002/03 war Brienza an den Liga-Konkurrenten Ascoli Calcio verliehen, von Januar bis Juni 2004 spielte er leihweise für die AC Perugia. Beim umbrischen Verein feierte er am 8. Februar 2004 im Giuseppe-Meazza-Stadion gegen den AC Mailand sein Serie-A-Debüt und absolvierte insgesamt zwölf Partien.
Seine bisher erfolgreichste Saison erlebte Brienza im Spieljahr 2004/05, als er mit zehn Toren in 33 Spielen einen großen Anteil an der guten Saison des Aufsteigers Palermo und der daraus folgenden Qualifikation für den UEFA-Pokal hatte. Nach dem Höhenflug in der Vorsaison, befand sich Brienza in der Saison 2005/06 in einem Formtief. Grund dafür war vor allem, dass mit Trainer Francesco Guidolin sein großer Förderer in Palermo entlassen wurde und sein Nachfolger Luigi Delneri nicht mehr auf ihn baute. Brienza fand sich auf der Ersatzbank wieder und brachte es nur noch auf Kurzeinsätze. Erst als Delneri gefeuert wurde und mit Giuseppe Papadopulo ein neuer Trainer kam, erhöhte sich Franco Brienzas Einsatzzeit wieder. Sein persönliches Glanzlicht dieser Saison war das 1:0-Siegestor im Achtelfinal-Hinspiel des UEFA-Pokals gegen den FC Schalke 04.
Nach der Saison 2005/06 kamen erstmals Wechselgerüchte um Brienza auf. Er wurde mit Reggina Calcio und vor allem der SSC Neapel in Verbindung gebracht. Nachdem Francesco Guidolin jedoch wieder Trainer in Palermo wurde, blieb Brienza, in der Hoffnung, dass er es unter Guidolin wieder zum Stammspieler schaffen würde, auf Sizilien. Jedoch änderte auch das nichts an seiner Situation denn er sollte auch weiterhin nur Ersatzspieler bleiben. Am 16. Januar 2008 wechselte Franco Brienza auf Leihbasis mit Kaufoption zu Reggina Calcio. Sein Debüt bei Reggina Calcio krönte Brienza gleich mit einem Treffer gegen Cagliari Calcio. Zur Saison 2010/11 unterschrieb er einen Kontrakt bei der AC Siena, wechselte jedoch bereits nach zwei Jahren zur US Palermo.
Nach einer Saison in Palermo wechselte Brienza zu Atalanta Bergamo, wo er ebenfalls nur ein Jahr blieb. Auch bei seinen folgenden Stationen, der AC Cesena und dem FC Bologna blieb er jeweils nur eine Spielzeit. Im Sommer 2016 wechselte Brienza zum FC Bari 1908, der im Sommer 2018 insolvent ging und seit der Saison 2018/19 als SSC Bari in der Serie D spielt. Brienza ging diesen Weg nach einem Monat Vertragsosigkeit mit und beendete 2019 seine Karriere.

### In der Nationalmannschaft
Im Juni 2005 wurde Franco Brienza von Marcello Lippi erstmals in den Kader der italienischen Nationalmannschaft berufen. Am 8. Juni 2005 debütierte er beim Freundschaftsspiel gegen Serbien und Montenegro, drei Tage später absolvierte er sein zweites Länderspiel. Seitdem wurde er nicht mehr in die Squadra Azzurra berufen.